# HOPE 希望
「HOPE 希望」（ホープ きぼう）は、ジャズ・ピアニストの秋吉敏子が、長女である歌手Monday満ちるとの連名で2006年に発表したシングル。秋吉敏子にとって初のシングルで、秋吉のミュージシャン生活60周年を記念してリリースされた。

## 解説
2001年8月に秋吉敏子ジャズオーケストラ フィーチャリング ルー・タバキンによって初演された組曲「ヒロシマ〜そして終焉から」の第3楽章として作曲された「ホープ（希望）」が原曲で、反戦・反核のメッセージが込められている。2006年のアルバム『Hope』に、ピアノ・ソロ・ヴァージョンが収録され、本シングルの3曲目にも同じヴァージョンを収録。
今回のシングル制作に当たって、谷川俊太郎が歌詞を提供した。秋吉の楽曲に歌詞がついたのは、これが初めてである。Monday満ちるがボーカルを担当した1.と2.は、オリジナル・アルバム未収録。

## 収録曲
1. HOPE - 3分37秒
  - 作詞：谷川俊太郎／作曲：秋吉敏子
2. HOPE (English Version) - 3分30秒
  - 作詞：谷川俊太郎／訳詞：Monday満ちる／作曲：秋吉敏子
3. HOPE (from Album [HOPE]) - 3分11秒
  - 作曲：秋吉敏子

## 参加ミュージシャン
- 秋吉敏子 - ピアノ
- Monday満ちる - ボーカル(on 1. 2.)